# Viira (Veriora)
Viira – wieś w Estonii, w prowincji Põlva, w gminie Veriora.